# Чемпионат СССР по волейболу среди женщин 1939
6-й Чемпионат СССР по волейболу среди женщин проходил с 26 по 30 июля 1939 года (финальный турнир) в Одессе на спортивных площадках деревообрабатывающего завода с участием 6 команд. Чемпионский титул выиграл московский «Локомотив».

## Система проведения чемпионата
Соревнования проводились в два этапа: зональные и финальные. Зональный отборочный этап проходил в разных городах страны. В финале 6 команд провели однокруговой турнир, по результатам которого определена итоговая расстановка мест.

## Результаты
| М   | Команда                | 1   | 2   | 3   | 4   | 5   | 6   | И | В | П | С/П  | О  |
| --- | ---------------------- | --- | --- | --- | --- | --- | --- | - | - | - | ---- | -- |
| 1   | «Локомотив» Москва     |     | 2:0 | 2:0 | 2:1 | 2:0 | 2:0 | 5 | 5 | 0 | 10:1 | 10 |
| 2   | «Спартак» Москва       | 0:2 |     | 2:0 | 2:0 | 2:0 | 2:0 | 5 | 4 | 1 | 8:2  | 9  |
| 3—4 | «Наука» Ленинград      | 0:2 | 0:2 |     | 2:0 | 2:0 | 1:2 | 5 | 2 | 3 | 5:6  | 7  |
| 3—4 | «Медик» Москва         | 1:2 | 0:2 | 0:2 |     | 2:1 | 2:0 | 5 | 2 | 3 | 5:7  | 7  |
| 5—6 | «Спартак» Харьков      | 0:2 | 0:2 | 0:2 | 1:2 |     | 2:0 | 5 | 1 | 4 | 3:8  | 6  |
| 5—6 | «Наука» Ростов-на-Дону | 0:2 | 0:2 | 2:1 | 0:2 | 0:2 |     | 5 | 0 | 5 | 2:9  | 5  |

## Призёры
«Локомотив» (Москва): Елена Войт, Антонина Ильина, Валентина Марчук, Валентина Осколкова, Н.Семёнова, Анна Фокина. Тренер — Валентина Осколкова.
 «Спартак» (Москва): Нина Бодрова, Зинаида Зубарева, Зоя Козлова, Р.Куренкова, Нина Лагуткина, А.Никитина, С.Семёнова. Тренер — Григорий Берлянд.
 «Наука» (Ленинград): Анна Смирнова, В.Васильева, Валентина Гладкова, Кусова, В.Лаврентьева, К.Царёва, Г.Шишкина. Тренер — Лазер.
 «Медик» (Москва): В.Бурова, М.Рыжкова, М.Трутнева, М.Феклисова, Клавдия Фёдорова, А.Шамарина. Тренер — Александр Степанов.